# Anticarsia suffervens
Anticarsia suffervens är en fjärilsart som beskrevs av Dyar 1920. Anticarsia suffervens ingår i släktet Anticarsia och familjen nattflyn. Inga underarter finns listade i Catalogue of Life.